# Бекбауов, Дулат Сапаркулович
Дулат Сапаркулович Бекбауов (англ. Dulat Bekbauov; род. 1995, Казахстан) — казахстанский боксёр-любитель, выступающий в полусредней весовой категории. Член национальной сборной Казахстана, серебряный призёр чемпионата мира (2023), серебряный призёр чемпионата Азии (2022), чемпион Казахстана (2021) и многократный призёр чемпионата Казахстана, многократный победитель и призёр международных и национальных турниров в любителях.

## Любительская карьера

### 2021—2023 годы
В декабре 2021 года стал чемпионом Казахстана, в финале победив Дархана Дуйсебая.
В феврале 2022 года стал серебряным призёром в весе до 67 кг представительного международного турнира «Странджа» проходившего в Софии (Болгария), где он в финале по очкам раздельным решением судей (2:3) спорно проиграл датскому боксёру Николаю Тертеряну.
В ноябре 2022 года стал серебряным призёром чемпионата Азии в Аммане (Иордания) в категории до 67 кг, где он в финале по очкам раздельным решением судей, при этом побывав в нокдауне, проиграл боксёру из Таиланда Бунджонгу Синсири.
В мае 2023 года, в Ташкенте (Узбекистан) стал серебряным призёром чемпионата мира, в весе до 67 кг. Где он в 1/8 финала соревнований по очкам единогласным решением судей (5:0) победил боксёра из Индии Акаша Сангвана, затем в четвертьфинале по очкам единогласным решением судей (5:0) победил мексиканского боксёра Мигеля Мартинеса Эрнандеса, в полуфинале по очкам единогласным решением судей (5:0) победил опытного грузина Лашу Гурули, но в финале по очкам единогласным решением судей (0:5) проиграл узбеку Асадхужу Муйдинхужаеву.